# Scelidacne
Scelidacne là một chi bọ cánh cứng trong họ Chrysomelidae.
Chi này được miêu tả khoa học năm 1998 bởi Clark.

## Các loài
Chi này gồm các loài:
- Scelidacne andrewi Clark, 1998